# Chanéaz

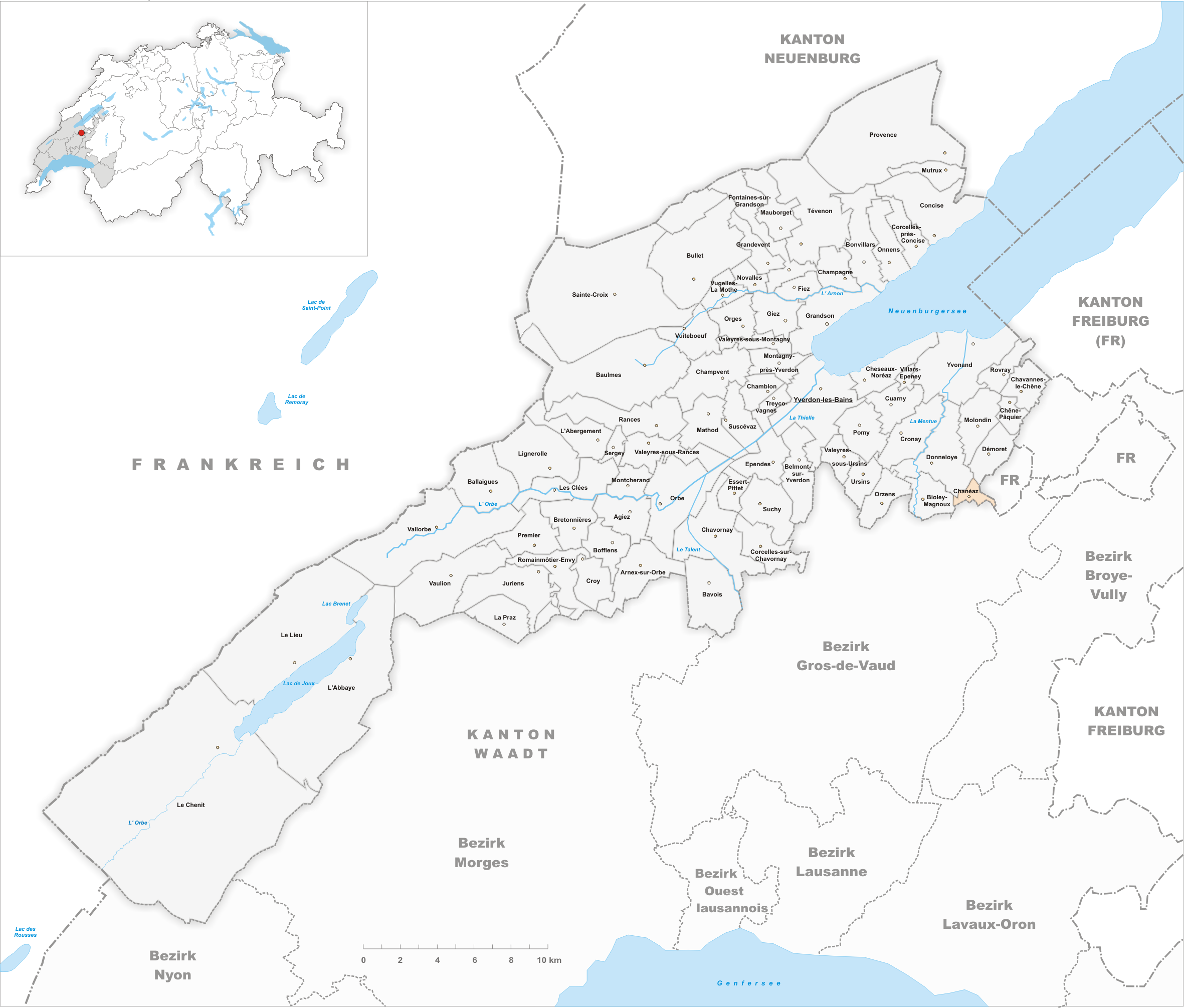
Gemeindestand vor der Fusion am 31. Dezember 2012

Chanéaz war bis am 31. Dezember 2012 eine politische Gemeinde im Distrikt Jura-Nord vaudois des Kantons Waadt in der Schweiz.
Am 1. Januar 2013 fusionierte sie mit den Gemeinden Chapelle-sur-Moudon, Correvon, Martherenges, Neyruz-sur-Moudon, Peyres-Possens, Saint-Cierges und Thierrens zur neuen Gemeinde Montanaire. Durch die Fusion wurde das Gemeindegebiet von Chanéaz neu dem Bezirk Gros-de-Vaud zugeteilt.

## Geographie
Chanéaz liegt auf 755 m ü. M., zehn Kilometer ostsüdöstlich der Bezirkshauptstadt Yverdon-les-Bains (Luftlinie). Das Haufendorf erstreckt sich an einem leicht nach Westen geneigten Hang im Molassehügelland des nördlichen Waadtländer Mittellandes, östlich des Tals der Mentue.
Die Fläche des 1,4 km² grossen ehemaligen Gemeindegebiets umfasst einen kleinen Abschnitt des Hügellandes zwischen der Orbeebene und der Broye. Der ehemalige Gemeindeboden erstreckt sich vom Wald Bois de la Faye ostwärts über die Hochfläche von Chanéaz bis in den Grand Bois, in dem mit 815 m ü. M. der höchste Punkt der ehemaligen Gemeinde erreicht wird. Im äussersten Südosten hat Chanéaz Anteil am Sumpfgebiet Les Marais. Von der ehemaligen Gemeindefläche entfielen 1997 4 % auf Siedlungen, 27 % auf Wald und Gehölze und 69 % auf Landwirtschaft.
Zu Chanéaz gehören einige Einzelhöfe. Nachbargemeinden von Chanéaz waren Correvon, Bioley-Magnoux, Donneloye und Démoret im Kanton Waadt sowie die Exklave Vuissens des Kantons Freiburg.

## Bevölkerung
Mit 107 Einwohnern (Stand Ende 2012) gehörte Chanéaz zu den kleinsten Gemeinden des Kantons Waadt. Von den Bewohnern sind 96,6 % französischsprachig und 2,3 % deutschsprachig (Stand 2000). Die Bevölkerungszahl von Chanéaz belief sich 1850 auf 149 Einwohner, 1900 auf 132 Einwohner. Danach wurde aufgrund starker Abwanderung bis 1970 eine Abnahme um mehr als 50 % auf 61 Einwohner verzeichnet; seither hat die Bevölkerungszahl wieder leicht zugenommen.

## Wirtschaft
Chanéaz lebt noch heute hauptsächlich von der Landwirtschaft, insbesondere von der Viehzucht und vom Ackerbau. Ausserhalb des primären Sektors gibt es nur relativ wenige Arbeitsplätze im Dorf. Einige Erwerbstätige sind auch Wegpendler, die vor allem in Yverdon arbeiten.

## Verkehr
Die ehemalige Gemeinde ist verkehrstechnisch recht gut erschlossen. Sie liegt an der Hauptstrasse von Yverdon nach Moudon. Durch einen Postautokurs, der von Yverdon nach Thierrens verkehrt, ist Chanéaz an das Netz des öffentlichen Verkehrs angebunden.

## Geschichte
Die erste urkundliche Erwähnung des Ortes erfolgte 1184 unter dem Namen Chafneya. Der Ortsname leitet sich von den altfranzösischen Varianten chaisne und chasne für das heutige Wort chêne (Eiche) ab. Chanéaz gehörte im Mittelalter zur Herrschaft Donneloye, später bildete es eine eigene kleine Herrschaft.
Mit der Eroberung der Waadt durch Bern im Jahr 1536 kam Chanéaz unter die Verwaltung der Landvogtei Yverdon, war aber Sitz eines Kastlaneigerichts. Nach dem Zusammenbruch des Ancien Régime gehörte das Dorf von 1798 bis 1803 während der Helvetik zum Kanton Léman, der anschliessend mit der Inkraftsetzung der Mediationsverfassung im Kanton Waadt aufging. 1798 wurde es dem Bezirk Yverdon zugeteilt.

## Sehenswürdigkeiten
In der ehemaligen Kirche mit einem kleinen Glockenturm ist heute die Schule untergebracht. Chanéaz gehört zur Pfarrei Donneloye.